# Lithocarpus maingayi
Lithocarpus maingayi ist eine in Südostasien vorkommende Baumart aus der Familie der Buchengewächse (Fagaceae).

## Merkmale
Lithocarpus maingayi ist ein immergrüner Baum.
Der Fruchtbecher (Cupula) ist urnenförmig, umschließt die Nuss vollständig und reicht noch über deren Spitze hinaus. Sie öffnet sich etwas an der Spitze. Die Basis des Fruchtbechers ist verkehrt-konisch und schmäler als die Spitze. Die Oberfläche der Cupula ist deutlich mit drei bis vier horizontalen fädigen Linien gekennzeichnet.
Die Nuss ist verkehrt-konisch.
Blütezeit ist von September bis November. Die Fruchtreife erfolgt von November bis Januar.

## Verbreitung und Standorte
Die Art kommt in Thailand und Malaysia vor. Sie wächst in tropischen immergrünen Tieflandwäldern über Granituntergrund in 100 bis 500 m Seehöhe.

## Systematik
Der britische Botaniker George Bentham beschrieb die Art 1880 als Quercus maingayi. In den 1910er Jahren gab es mehrere Vorschläge, die Art einer anderen Gattung zuzuordnen: Ernst Max Schottky ordnete sie 1912 als Pasania maingayi ein, 1916 ordnete der japanische Botaniker Gen’ichi Koidzumi die Art als Synaedrys maingayi wiederum anders zu.
Der deutsch-amerikanische Botaniker Alfred Rehder ordnete die Art schließlich 1919 unter dem heute gültigen Namen Lithocarpus maingayi in die Gattung Lithocarpus ein; sein Beitrag erschien in der ersten Ausgabe seiner neu gegründeten Zeitschrift Journal of the Arnold Arboretum.